# École nationale d'études politiques et administratives
L'École nationale d'études politiques et administratives est une université publique de Bucarest, Roumanie, fondée en 1991.